# Gutenberg-Gymnasium Bergheim
Das Gutenberg-Gymnasium Bergheim ist ein Gymnasium der Kreisstadt Bergheim.

## Geschichte
Die Schule wurde 1970 als einzügiges mathematisch-naturwissenschaftliches Gymnasium gegründet, wobei wenig später die Einteilung in verschiedene gymnasiale Typen aufgehoben wurde. Ein eigenes Gebäude konnte 1972 bezogen werden, welches jedoch schnell erweitert werden musste, da die Schülerzahl schnell wuchs, sodass auch die Einzügigkeit aufgegeben werden musste. Im Jahr 1978 machte der erste Jahrgang am Gutenberg-Gymnasium Abitur.

## Schüleraustausche
Schon von Anfang an hatte das Gutenberg-Gymnasium Kontakt mit ausländischen Schulen, sodass Schüleraustausche mit Chauny, der französischen Partnerstadt Bergheims, stattfanden (und auch noch immer stattfinden), ebenso wie mit Schulen in den USA und Italien. Es finden ebenfalls in der 10. Klasse Klassenfahrten nach Guidel in der Bretagne statt, als auch in der Oberstufe Abschlussfahrten zum Beispiel nach Italien, Spanien oder Malta.

## Angebotene Projekte
Das Gutenberg-Gymnasium kooperiert mit dem Silverberg-Gymnasium in Bedburg und dem Erftgymnasium, das ebenfalls in Bergheim ansässig ist. Auf diese Weise können in der Oberstufe auch Leistungskurse zum Beispiel in Kunst realisiert werden.
Die Theatergruppe SPUNK veranstaltete in zwei aufeinanderfolgenden Jahren zur Karnevalszeit die SPUNK-Sitzung. 
Es gibt auch einen Chor, der bereits zehn Schallplatten und mehrere CDs produzierte. Der Unterstufen Chor (5-7 Klasse) bringt jedes Jahr ein Musik-Theater zu Stande.
Am Ende eines Schuljahres findet seit 2015 eine Projektwoche statt, in der die Schülerinnen und Schüler der Jahrgangsstufen 5 bis Q2 in selbst gewählten Projekten arbeiten.
Seit dem Schuljahr 2016/17 hat das Gutenberg-Gymnasium offiziell den Status als Unesco-interessierte Schule erworben. Darüber hinaus ist es MINT-freundliche Schule sowie Schule ohne Rassismus – Schule mit Courage.
Die Schuleigene Sternenwarte, die sich auf dem Schuldach befindet, wird von einer eigenen Arbeitsgemeinschaft betreut und zu relevanten Ereignissen ist die Beobachtung in kleinen Gruppen ermöglicht.

## Auszeichnungen und Engagement
Das Gutenberg-Gymnasium bemüht sich schon seit Jahren um einen verantwortungsbewussten Umgang mit der Umwelt, weshalb es auch den Titel Umweltschule in Europa trägt. In diesem Zusammenhang wurde am 9. Juli 2004 eine Photovoltaikanlage auf dem Schuldach errichtet, die auf einer Fläche von ca. 15 m² aus Sonnenlicht elektrische Energie gewinnt, welche in das öffentliche Stromnetz eingespeist wird.
Seit dem Schuljahr 2016/17 hat das Gutenberg-Gymnasium offiziell den Status als Unesco-interessierte Schule erworben. Darüber hinaus ist es MINT-freundliche Schule sowie Schule ohne Rassismus – Schule mit Courage.